# Cesto de pães de Molotov

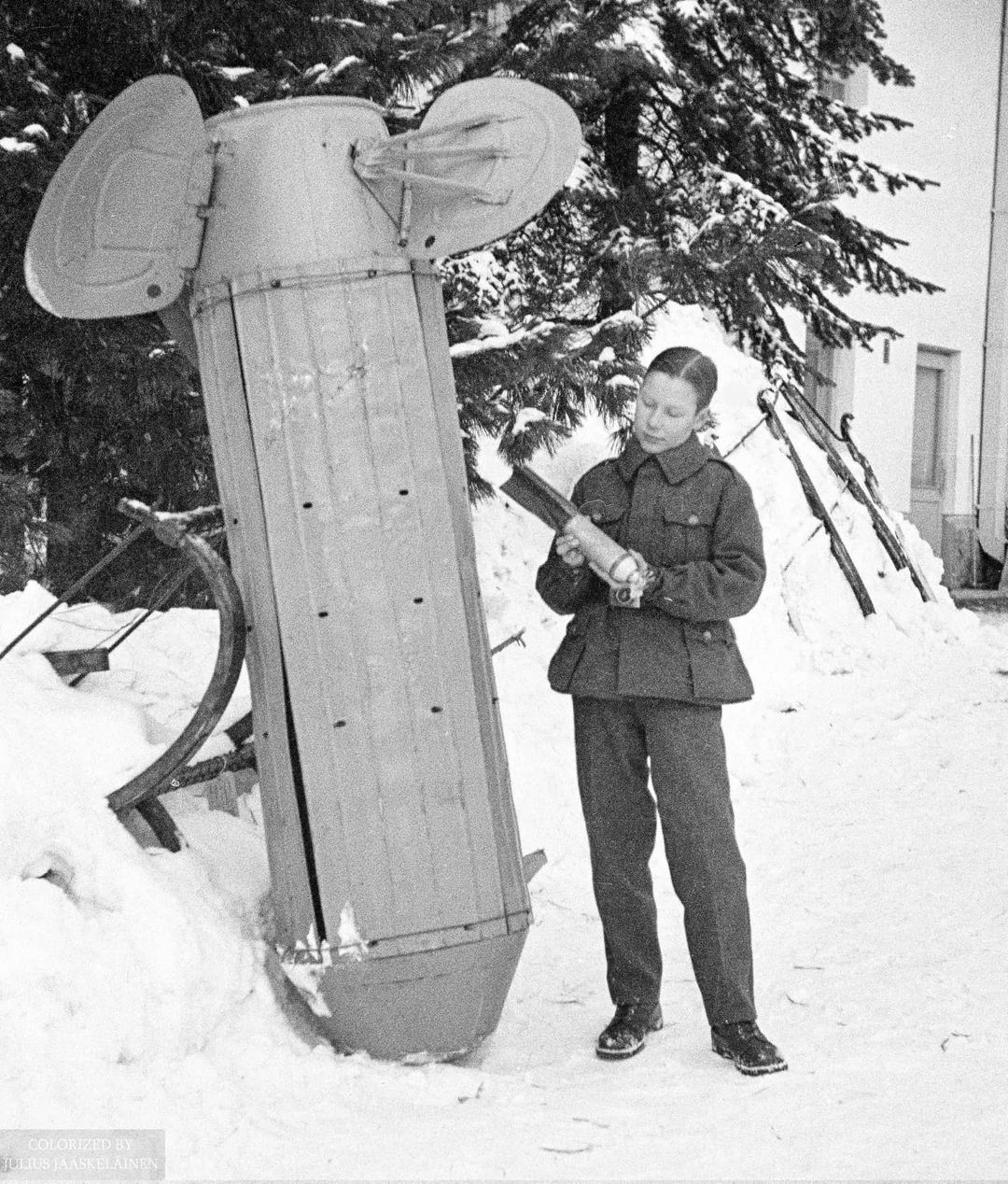
Um RRAB-3 ("cesto de pães de Molotov") soviético de onde as bombas eram liberadas.

O RRAB-3, com apelido de cesto de pães de Molotov (
finlandês: Molotovin leipäkori; russo: ротативно-рассеивающая авиационная бомба), era um dispensador de bombas soviético combinado com uma alta carga de explosivos incendiários, que foi utilizado contra cidades da Finlândia durante a Guerra de Inverno de 1939-1940.
A bomba consistia em um cilindro de 2,25 metros de comprimento com 0,9 metro de diâmetro.